# Зайцева, Аида Набиевна
Аида Набиевна Зайцева (Дагирова) (укр. Аїда Набіївна Зайцева; 15 мая 1949, с. Верхнее Казанище, Буйнакский район, Дагестанская АССР, РСФСР, СССР) — советский и украинский хоровой дирижёр, педагог, художественный руководитель хора. Народный артист Украины (2022).

## Биография
Родилась в селе Верхнее Казанище Буйнакского района Дагестанской АССР. По национальности — кумычка. Её отец: Наби Дагиров — композитор. С 1965 по 1969 годы училась в Махачкалинском музыкальном училище им. Готфрида Гасанова. В 1974 году окончила Ленинградскую государственную консерваторию, факультет: Дирижерский, хоровое дирижирование. В 1977 году прошла ассистентуру-стажировку. С 1982 по 1988 годы являлась художественным руководителем хора мальчиков и юношей «Колокольчик» киевского Дворца детей и юношества. С 1988 года работала главным дирижером хора мальчиков и юношей при Муниципальной академической мужской хоровой капелле им. Льва Ревуцкого. Под её руководством хор мальчиков и юношей получил звание Лауреата Международных фестивалей искусств в Венгрии, Великобритании, США, Германии, Испании, Италии , Беларуси, Польши, России и т. д. В 1994 году ей присвоено звание Заслуженный артист Украины. С 2001 по 2015 годы работала преподавателем Национальной музыкальной академии Украины им. Петра Чайковского. С 2008 по 2010 годы являлась художественный руководителем хора мальчиков и юношей дирижерско-хорового отдела КССМШ Училища им. Николая Лысенко. Активно работает в составе Оргкомитета клуба хормейстеров «Тоника». Председатель правления Благотворительного фонда «КАНТ». 22 января 2022 года ей присвоено звание Народный артист Украины.

## Награды и звания
- Диплом «Лучший дирижёр» (Венгрия, 1994)
- Заслуженный артист Украины — 1994;
- Народный артист Украины — 2022;